# 로맨스와 담배
《로맨스와 담배》(영어: Romance & Cigarettes)는 미국에서 제작된 존 터투로 감독의 2005년 뮤지컬 로맨틱 코미디 영화이다. 제임스 갠돌피니, 수전 서랜던, 케이트 윈즐릿 등이 출연하였고, 존 페노티 등이 제작에 참여하였다. 2005년 제62회 베네치아 국제 영화제 황금사자상 경쟁작이다.

## 줄거리
1980년대 초 뉴욕. 양재사 키티는 공사 현장 인부 남편 닉이 정부 툴라에게 보낸 시를 발견한다. 닉의 불륜은 끈끈하게 연결된 교외 공동체 사회를 충격에 빠뜨리는 한편 가족과 이웃이 각자 사랑, 성, 육체적 쾌락, 공포, 불안, 환상 등을 고찰하게 한다.
지역 밴드 리드 기타 연주자이자 보컬인 키티와 닉의 딸 베이비는 이웃의 아둔한 체티 주니어와 결혼을 하겠다고 선언한다. 베이비가 자신과 같은 신세가 될까 봐 두려운 키티는 두 사람의 만남을 금지한다. 그레이터맨체스터주 출신인 툴라는 닉이 평생 자신에게 충실하길 기대하며 포경 수술을 받게 한다. 툴라가 일하는 란제리 가게에 찾아간 키티는 툴라와 격렬한 몸싸움을 벌인다.
민감초 중독으로 병원에 실려간 닉을 찾아온 어머니는 여자 버릇이 좋지 않았던 닉의 아버지와 할아버지가 오늘날 그저 호색가로만 기억되고 있음을 지적하며 호통을 친다. 수치심을 느끼는 한편 자신도 같은 운명을 밟게 될 것을 두려워한 닉은 툴라와 결별하고 키티와 화해하려고 시도한다. 키티는 닉이 집에 머무는 것은 허락하지만 용서하길 거부한다. 베이비는 체티 주니어가 아무런 야심이 없으며 좋은 삶의 동반자가 될 수 없음을 깨닫고 헤어진다.
닉은 집 잔디 위에 눈을 버리는 이웃과 싸우다가 흠씬 두들겨 맞고 여기에 키티가 끼어들어 닉을 보호하면서 두 사람은 미미하게 관계를 회복하기 시작한다. 곧 애연가 닉은 시한부 폐암 환자로 판명된다. 닉은 키티가 다니는 성당 신부를 찾아가 죄를 고한다. 키티는 닉을 간병하지만 차마 그와 다시 잠자리를 갖진 못할 것 같다고 말한다. 어느 날 밤 병문안을 온 키티에게 닉은 사랑과 감사를 표한다.
닉이 사망한 뒤 키티는 복잡한 감정을 차차 해소하며 미래를 바라본다. 

## 출연진
- 제임스 갠돌피니 - 닉 머더 역
- 수전 서랜던 - 키티 케인 머더 역
- 케이트 윈즐릿 - 툴라 역
- 스티브 부세미 - 앤절로 역
- 보비 캐너발리 - 체티 주니어 / "프라이버그" 역
- 맨디 무어 - 베이비 머더 역
- 메리루이즈 파커 - 콘스턴스 머더 역
- 아이다 터투로 - 로즈버드 / "레라" 역
- 크리스토퍼 워컨 - 사촌 보 역
- 바르바라 주코바 - 그레이시 역
- 일레인 스트리치 - 그레이스 머더 역
- 에디 이자드 - 진 빈센트 신부 역
- 에이미 시데리스 - 프랜시스 역
- P. J. 브라운 - 경찰관 역
- 애덤 러페브러 - 프랜시스의 남자친구 역
- 토냐 핑킨스 - 응급 구조사 역
- 케이디 허프먼 - 로 역
- 쿠마르 팔라나 - 다 다 쿠마르 역
- 토니 골드윈 - 키티의 첫사랑 역 (크레디트 미기재)
- 데이비드 손턴

## 기타 제작진
- 공동 제작: 저스틴 버필드, 제이슨 펠츠, 존 터틀, J. 데이비드 윌리엄스, 주디스 재린
- 협력 제작: 로빈 골드
- 배역: 토드 세일러
- 미술·의상: 도나 저카우스카